# Szmul Zbytkower
Szmul Jakubowicz lub Józef Samuel Sonnenberg, zwany Zbytkowerem (ur. ok. 1727, zm. 3 października 1800 lub 19 września 1801) – żydowski kupiec i dostawca, bankier, faktor, protegowany króla Stanisława Augusta Poniatowskiego.

## Życiorys

### Działalność przedsiębiorcza i społeczna
Urodził się jako jedyny syn Jakuba Awigdora, również zwanego Zbytkowerem.
Od króla dostał w 1796 roku w dzierżawę dzisiejszą dzielnicę Warszawy, Targówek. Założył tam folwark Bojnówek bądź Bojmurek. W 1798 otrzymał od króla pruskiego Fryderyka Wilhelma II przywilej nabywania nieruchomości i dóbr ziemskich. W 1780 roku został mianowany przez Sejm Czterech Ziem przedstawicielem wszystkich Żydów Rzeczypospolitej. W związku z tym w tym samym roku zakupił od królewskiego skarbu miasteczko Golędzinów i założył tam za zgodą biskupa płockiego Michała Poniatowskiego cmentarz żydowski na Bródnie, przy dzisiejszej ulicy św. Wincentego. Tam też został pochowany. Jego grób wraz z nagrobkiem dłuta Dawida Friedländera uległ zniszczeniu podczas II wojny światowej i nie przetrwał do naszych czasów. Do dziś okolice warszawskich ulic Kawęczyńskiej i Białostockiej – nazywane są Szmulowizną. W 1798 r. otrzymał przywilej nabywania nieruchomości i dóbr ziemskich z rąk króla pruskiego Fryderyka Wilhelma II. Zbytkower był właścicielem rzeźni, magazynów mięsnych, garbarni, tartaków i cegielni. Oprócz tego dzierżawił karczmę, gorzelnie i browary, eksportował bydło i skóry oraz zajmował się spławianiem Wisłą drewna i zboża do Gdańska. Na Pradze wybudował też synagogę.
Zbytkower szczególnie wzbogacił się na dostawach dla wojujących armii. Jego pozycja na dworze królewskim była niezwykle silna. Jego trzecia żona, Judyta (Gitel) Jakubowicz Lewi, pochodząca z Frankfurtu nad Odrą prowadziła w Warszawie popularny wśród śmietanki towarzyskiej salon. Była także regularnie zapraszana przez króla na obiady czwartkowe.
Podczas rzezi Pragi w 1794 roku Zbytkower ukrył wielu mieszczan praskich, ratując ich tym samym od śmierci bądź niewoli. Wykupywał także dzieci z rąk Kozaków, który to fakt został umieszczony na jego niezachowanym pomniku nagrobnym w formie plastycznej bądź jako inskrypcja komemoratywna.

### Życie prywatne

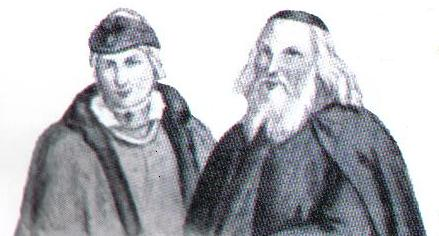
Szmul Zbytkower z żoną Judytą

Był trzykrotnie żonaty. Po raz pierwszy z kobietą nieznanego nazwiska. Po raz drugi z Eufrozyną Gabriel (1750–1836), z którą się rozwiódł. Po raz trzeci w 1779 z Judytą Jakubowiczową (ur. w XVIII w., zm. 1829). Z pierwszą żoną miał dwóch synów – Abla (daty urodzin i śmierci nieznane, od niego wywodzi się rodzina Pragierów, do której należał m.in. Adam Pragier) i Berka. Z drugą żoną miał córkę Atalię Józefę Adolfinę (1776–1850, żonę Karola Jana Laskiego, a po jego śmierci Samuela Fraenkla). Z trzecią żoną miał trzy córki – Mariannę Barbarę Bonę (1780–1830), Ludwikę Rebekę (ur. 1781) i Annę (żonę kolejno Łazarza Tischlera – warszawskiego kupca i Józefa Aleksego Morawskiego (1791–1855) – senatora, 1788–1828). Wnuczką Anny i Józefa Morawskiego była Franciszka Siedliska (błogosławiona Maria od Pana Jezusa Dobrego Pasterza) założycielka Zgromadzenia Sióstr Najświętszej Rodziny z Nazaretu.
Po śmierci Szmula Zbytkowera interesy przejęła jego żona Judyta Jakubowiczowa. Jego syn Ber Sonnenberg był założycielem rodu Bergsonów, z którego pochodził między innymi Henri Bergson, francuski filozof.